# Recebedores da Cruz de Cavaleiro da Cruz de Ferro: I
A Cruz de Cavaleiro da Cruz de Ferro (em alemão:  Ritterkreuz des Eisernen Kreuzes) foi a maior condecoração militar concedida pela Alemanha Nazi durante a Segunda Guerra Mundial. Era concedida a militares de todas as patentes, deste um soldado até um Marechal de Campo e por diversos motivos que incluíam os atos de bravura de um soldado em batalha, um piloto de caça por ter abatido um número significativo de aeronaves inimigas e o hábil comando das tropas durante a batalha. Os condecorados eram enaltecidos pela propaganda alemã, tendo eles recebido grande atenção por parte da publicidade. Eram vendidos, por exemplo, porta retratos com as fotos dos últimos condecorados. Eles ainda eram convidados a discursar aos trabalhadores das fábricas envolvidas no esforço de guerra.
Desde a sua primeira condecoração concedida no dia 30 de setembro de 1939, até a sua última condecoração no dia 17 de junho de 1945, ela foi entregue a 7321 soldados. O número de condecorados é baseado na análise da comissão dos Recebedores da Cruz de Cavaleiro (AKCR). Foi concedida para os três ramos da Wehrmacht: Heer (exército terrestre alemão), Luftwaffe (força aérea) e Kriegsmarine (marinha) além da Waffen-SS, Reichsarbeitsdienst (serviço de trabalho do Reich) e Volkssturm (milícia nacional). Além dos soldados alemães, a condecoração também foi concedida para 43 estrangeiros, aliados do Terceiro Reich.
Walther-Peer Fellgiebel, que foi o ex-presidente e chefe da comissão de ordem do AKCR, escreveu um livro no ano de 1986 onde listou os condecorados com a Cruz de Cavaleiro, intitulado: Die Träger des Ritterkreuzes des Eisernen Kreuzes 1939–1945 — Die Inhaber der höchsten Auszeichnung des Zweiten Weltkrieges aller Wehrmachtsteile — Os portadores da Cruz de Cavaleiro da Cruz de Ferro 1939-1945 - Os proprietários do maior prêmio da Segunda Guerra Mundial de todos os ramos da Wehrmacht. Lançou a segunda edição de seu livro no ano de 1996, onde retirou 11 condecorados da lista original. Já o autor e historiador Veit Scherzer lançou tem dúvida sobre a condecoração de 193 dos listados, a maioria destes condecorados no ano de 1945, quando os acontecimentos dos últimos dias do Terceiro Reich deixaram um número de indicações incompletas e até várias fases do processo de aprovação estavam incompletas. O livro escrito por Scherzer foi em cooperação com o Arquivo Federal da Alemanha. Este livro foi escolhido pelo professor Dr. Franz W. Seidler para a Universidade da Bundeswehr de Munique e Deutsche Dienststelle (WASt), sendo considerado como uma referência aceita nestes dois lugares.

## Criação
A Cruz de Cavaleiro da Cruz de Ferro e seus graus mais altos foram baseados em quatro diferentes decretos. O primeiro decreto Reichsgesetzblatt I S. 1573 de 1 de setembro de 1939 instituiu a Cruz de Ferro (Eisernes Kreuz) e Cruz de Cavaleiro da Cruz de Ferro e a Grande Cruz da Cruz de Ferro (Großkreuz des Eisernen Kreuzes). O segundo artigo do decreto especifica que para ser condecorado com uma classe superior deveria ser primeiramente condecorado com todas as classe precedentes. Com o progresso da guerra, alguns do condecorados foram se destacando, sendo necessária um novo grau da condecoração, sendo então instituído no dia 3 de junho de 1940 o decreto Reichsgesetzblatt I S. 849 que criou a Cruz de Cavaleiro da Cruz de Ferro com Folhas de Carvalho.
Foram criados no dia 28 de setembro de 1941 dois graus da Cruz de Cavaleiro com o decreto Reichsgesetzblatt I S. 613, a Cruz de Cavaleiro da Cruz de Ferro com Folhas de Carvalho e Espadas Ritterkreuz des Eisernen Kreuzes mit Eichenlaub und Schwertern e a Cruz de Cavaleiro da Cruz de Ferro com Folhas de Carvalho, Espadas e Diamantes Ritterkreuz des Eisernen Kreuzes mit Eichenlaub, Schwertern und Brillanten. No final de 1944 o último grau da Cruz de Cavaleiro, a Cruz de Cavaleiro da Cruz de Ferro com Folhas de Carvalho Douradas, Espadas e Diamantes Ritterkreuz des Eisernen Kreuzes mit goldenem Eichenlaub, Schwertern und Brillanten a condecoração foi criada com o decreto Reichsgesetzblatt 1945 I S. 11 de 29 de dezembro de 1944.

## Condecorados
Aqui estão listados 26 condecorados com a Cruz de Cavaleiro da Cruz de Ferro da Wehrmacht, cujos sobrenomes se iniciam com a letra "I", estando ordenados em ordem alfabética pelo sobrenome. Destes, um foi mais tarde condecorado com a Cruz de Cavaleiro da Cruz de Ferro com Folhas de Carvalho e Espadas e uma condecoração foi feita de maneira póstuma. Foram condecorados 16 membros do Heer, 9 da Luftwaffe e um da Kriegsmarine.
| Nome                      | Serviço      | Patente              | Ocupação e unidade                                                          | Data de condecoração    | Notas                                                                     | Imagem |
| ------------------------- | ------------ | -------------------- | --------------------------------------------------------------------------- | ----------------------- | ------------------------------------------------------------------------- | ------ |
| Max Ibel                  | Luftwaffe    | Oberst               | Geschwaderkommodore of Jagdgeschwader 27                                    | 22 de agosto de 1940    | —                                                                         | —      |
| Arthur Iden               | Heer         | Oberwachtmeister     | Líder do an assault gun do fortress Schneidemühl                            | 10 de fevereiro de 1945 | —                                                                         | —      |
| Ulrich Iffland            | Heer         | Oberst               | Comandante do Füssilier-Regiment 22                                         | 3 de outubro de 1943    | —                                                                         | —      |
| Dr. Rudolf Ihde           | Heer         | Major                | Comandante do I./Sturm-Regiment 195                                         | 23 de setembro de 1943  | —                                                                         | —      |
| Herbert Ihlefeld+         | Luftwaffe    | Oberleutnant         | Piloto no I./Jagdgeschwader 77                                              | 13 de setembro de 1940  | 16. Folhas de Carvalho 27 de junho de 1941 9. Espadas 24 de abril de 1942 | —      |
| Ernst-Wilhelm Ihrig       | Luftwaffe    | Oberleutnant         | Staffelführer do 3./Kampfgeschwader 3 "Lützow"                              | 23 de agosto de 1941    | —                                                                         | —      |
| Iro Ilk                   | Luftwaffe    | Oberleutnant         | Piloto no 1.(K)/Lehrgeschwader 1                                            | 21 de outubro de 1942   | —                                                                         | —      |
| Wilhelm-Friedrich Illg    | Luftwaffe    | Oberfeldwebel        | Piloto e mecânico de bordo do 9./Kampfgeschwader 76                         | 1 de outubro de 1940    | Promovido ao mesmo tempo para Leutnant da reserva                         | —      |
| Fritz Imgenberg           | Heer         | Stabsfeldwebel       | Líder de pelotão no Stabskompanie/Grenadier-Regiment 671                    | 9 de junho de 1944      | —                                                                         | —      |
| Bernhard Imminger         | Heer         | Oberfeldwebel        | Líder de pelotão no 3./Panzergrenadier-Regiment 67                          | 4 de outubro de 1944    | —                                                                         | —      |
| Fritz Indlekofer          | Heer         | Hauptmann            | Comandante do II./Grenadier-Regiment 1050                                   | 27 de julho de 1944     | —                                                                         | —      |
| Peter Ingenhoven          | Luftwaffe    | Hauptmann da reserva | Gruppenkommandeur in Kampfgeschwader z.b.V. 103                             | 11 de maio de 1940      | —                                                                         | —      |
| Hermann Ritter von Ingram | Heer         | Unteroffizier        | Líder de companhia do 4.(MG)/Infanterie-Regiment 309                        | 16 de junho de 1940     | —                                                                         | —      |
| Josef Ippisch             | Heer         | Feldwebel            | Líder de pelotão no 12.(MG)/Grenadier-Regiment 123                          | 10 de maio de 1943      | —                                                                         | —      |
| Herbert Isachsen          | Luftwaffe    | Oberfeldwebel        | Piloto no 3.(K)/Lehrgeschwader 1                                            | 3 de setembro de 1943   | —                                                                         | —      |
| Richard Isczinsky         | Heer         | Oberfeldwebel        | Líder de pelotão no 3./Divisions-Füsilier-Bataillon (A.A.) 102              | 17 de março de 1945     | —                                                                         | —      |
| Otto Iselhorst            | Heer         | Unteroffizier        | Líder de Grupo no Stabskompanie/Jäger-Regiment 24 (L)                       | 14 de abril de 1945     | —                                                                         | —      |
| Eduard Isken              | Luftwaffe    | Oberfeldwebel        | Piloto no 13./Jagdgeschwader 53                                             | 14 de janeiro de 1945   | —                                                                         | —      |
| Heinz-Jürgen Ißbrücker    | Heer         | Oberleutnant         | Chief do 3./Panzer-Aufklärungs-Abteilung 7                                  | 12 de setembro de 1941  | —                                                                         | —      |
| Wilhelm Isselhorst        | Heer         | Oberleutnant         | Chief do 7./Grenadier-Regiment 258                                          | 21 de fevereiro de 1944 | —                                                                         | —      |
| Friedrich Issermann       | Heer         | Hauptmann            | Comandante do I./Grenadier-Regiment 102                                     | 8 de fevereiro de 1944  | —                                                                         | —      |
| [Dr.] Otto Ites           | Kriegsmarine | Oberleutnant zur See | Comandante do U-94                                                          | 28 de março de 1942     | —                                                                         | —      |
| Dirk Itzen                | Luftwaffe    | Leutnant             | Oficial de reconhecimento do 3./Flak-Regiment "General Göring" (motorizado) | 23 de novembro de 1941* | Morreu devido à ferimentos no dia 13 de julho de 1941                     | —      |
| Hans-Henning Ivers        | Heer         | Oberleutnant         | Líder do III./Infanterie-Regiment 46                                        | 17 de outubro de 1942   | —                                                                         | —      |
| Fritz Iwand               | Heer         | Oberstleutnant       | Comandante do I./Schützen-Regiment 10                                       | 15 de maio de 1940      | —                                                                         | —      |
| Otto Iwannek              | Heer         | Obergefreiter        | Messenger do 2./Grenadier-Regiment 45                                       | 17 de março de 1945     | —                                                                         | —      |